# Mugerre
Mugerre (en francès i oficialment Mouguerre, en occità Mogerra) és un municipi d'Iparralde al territori de Lapurdi, que pertany administrativament al departament dels Pirineus Atlàntics (regió de la Nova Aquitània). .
La comuna està travessada pel riu Ardanabia i limita al nord amb Lehuntze, al nord-est amb Urketa, al nord-oest amb Baiona, a l'est amb Beskoitze, a l'oest amb Hiriburu i Milafranga, al sud-est amb Hazparne i al sud amb Jatsu.

## Demografia
| 1896 | 1901 | 1926 | 1936 | 1954 | 1962 | 1968 | 1975 | 1982 | 1990 | 1999 |
| ---- | ---- | ---- | ---- | ---- | ---- | ---- | ---- | ---- | ---- | ---- |
| 1220 | 1333 | 1390 | 1255 | 1374 | 1542 | 1593 | 1809 | 2290 | 3021 | 3765 |
|      |      |      |      |      |      |      |      |      |      |      |